# Libertad (política)

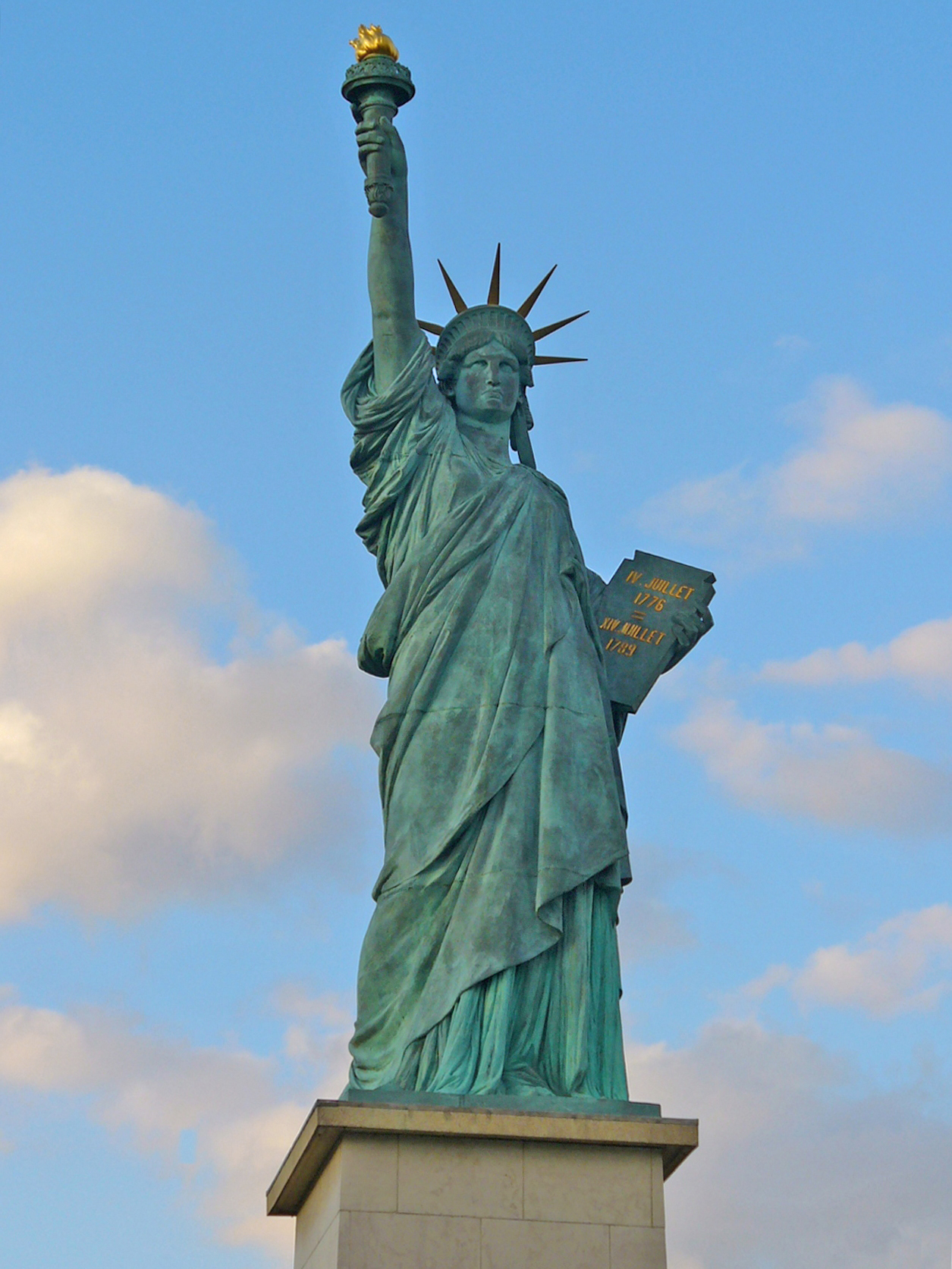
Replica de la Estatua de La Libertad en Paris, Francia

La libertad política es el derecho, o la capacidad y habilidad, de la libre determinación, como expresión de la voluntad del individuo. Está estrictamente definida por el liberalismo clásico como la capacidad de actuar sin restricciones del gobierno o; más ampliamente definida como la capacidad de tener acceso a determinados recursos por parte del gobierno sin limitación social por el social liberalismo y la mayoría de las variantes del socialismo.

## Libertades cívicas
El concepto de la libertad política está estrechamente vinculada con los conceptos de las libertades cívicas o civiles y los derechos individuales, incluidas en la Declaración Universal de los Derechos Humanos, que, sin embargo, no han llegado a ser universales.
Estas libertades mayoritariamente son respetadas en las sociedades democráticas de la cultura occidental, de forma vacilante en, Sudamérica, en África y en los países asiáticos.
Las libertades cívicas pueden considerarse como la capacidad de realizar diferentes actos de trascendencia pública sin impedimento estatal, y gozando para su disfrute de la protección del mismo Estado. Entre éstas podemos destacar:
- Libertad de asociación
- Libertad de circulación
- Libertad de enseñanza: El derecho de las personas a educar a sus hijos conforme a sus propias convicciones.
- Libertad de empresa.
- Libertad de expresión: Derecho de expresar y defender públicamente las ideas y opiniones propias.
- Libertad de reunión
- Libertad de pensamiento
- Libertad de prensa
- Libertad intelectual
- Libertad para portar armas
- Libertad religiosa
- Libertad sexual

## Puntos de vista
Naturalmente, a lo largo del espectro político, diversos grupos difieren sobre lo que creen que constituye una "verdadera" libertad política. Friedrich Hayek señaló que la famosa "libertad" ha sido probablemente la palabra de la que más se ha abusado la historia reciente actual.
En el libertarianismo, la libertad se define en términos de interferencia con la persona búsqueda de la felicidad, ya sea por el gobierno o de otras personas, donde se define como la injerencia injustificadamente prevenir a otros de su voluntad en la realización de su curso de acción elegido o en el uso de las cosas. Esto no significa que los libertarianos son favorables a la empresa. En lugar de ello, simplemente se oponen a cualquier interferencia en actos entre adultos que consienten, incluidos los actos capitalistas. En general las empresas favor reglamentos que protejan de la competencia, que obliga a muchas restricciones a consentir actos capitalistas entre adultos. Libertarios convocatoria de la libertad de la coerción, gubernamentales y civiles, en el desarrollo social, político y económico.
Por otra parte, la izquierda política hace más hincapié en la libertad como la capacidad del individuo de realizar su propio potencial y la búsqueda de la felicidad. Libertad, en este sentido, puede incluir la liberación de la miseria, la pobreza, la privación, o la opresión. 
En ocasiones se trata a la libertad como si fuera casi sinónimo de democracia, mientras que otros ven conflicto, o incluso la oposición, entre los dos conceptos. Por ejemplo, algunos dicen que el Iraq era libre bajo Paul Bremer sobre la base de que su gobierno era un gobierno humanista y no vasallo a otros gobiernos, mucho antes de las elecciones se celebraron. Otros han argumentado que el Iraq era libre bajo el régimen de Saddam Hussein porque con él Iraq no era una colonia; mientras que una tercera parte de la reclamación es que ni como Estado Dictatorial ni como Estado Colonial, Iraq es ejemplo de la libertad política.
Los ecologistas sostienen que a menudo las libertades políticas sociales deben incluir algunas restricciones a la utilización de los ecosistemas. Sostienen que no puede haber lugar para, por ejemplo: "la libertad para contaminar" o "libertad a deforestar" dadas las consecuencias. La popularidad de los todoterrenos, el golf, y la expansión urbana ha sido utilizado como prueba de que algunas ideas de la libertad y la conservación ecológica pueden chocar. Esto conduce a veces a graves enfrentamientos y choques de los valores reflejados en las campañas de publicidad, por ejemplo, en relación con pieles de PETA. 
Se han producido numerosos debates filosóficos sobre la naturaleza de la libertad, las reclamadas diferencias entre los distintos tipos de libertad, y la medida en que la libertad es deseable. Los deterministas sostienen que todas las acciones humanas están predeterminadas y por lo tanto, la libertad es una ilusión. Isaiah Berlin vio una distinción entre la libertad negativa y libertad positiva.
En la jurisprudencia, la libertad es el derecho a determinar la propia acción autónoma, que generalmente se concede en los campos en los que el tema no tiene la obligación de cumplir las leyes a obedecer o, de acuerdo a la interpretación de que la hipotética naturales ilimitada libertad está limitada por la ley Para algunos asuntos.

## Las tendencias recientes
En los tiempos modernos la expansión de la "libertad" en todo el mundo y es considerado por algunos como sinónimo de aumento de la participación los sistemas políticos democráticos (no tienen porque ser constitucionales o republicanos),  sin la influencia de la superpotencia país en cualquier medio. 
En el siglo XX, el mundo observó un gran cambio en términos políticos, ya que las luchas revolucionarias en muchas zonas del mundo logrado rápidamente el establecimiento de la libertad del colonialismo y de la dominación extranjera, al menos en lugares como África, a pesar de que otros pueden argumentar que La Guerra Fría causó la mayoría de estos nuevos Estados a convertirse en títeres de los estados para diversos regímenes, como en América Latina, África y Asia.